# Amtsbezeichnungen der norwegischen Polizei
Folgende Amtsbezeichnungen der norwegischen Polizei existieren im Jahr 2021. Die Polizei in Norwegen ist auch Anklagebehörde erster Instanz.
| Amtsbezeichnung | Amtskennzeichen                  | Personal- Kategorie              | Deutsches Pendant                               |
| --- | -------------------------------- | -------------------------------- | ----------------------------------------------- |
| Politidirektør |                                  | Polizeijurist                    | Landespolizeipräsident                          |
| Assisterende politidirektør |                                  | Polizeijurist                    | Landespolizeivizepräsident                      |
| Politimester Sjef Kriminalpolitisentralen Leiter des Kriminalpolizeizentrums Sjef Politihøgskolen Leiter der Fachhochschule Sjef Utrykningspolitiet Leiter der Bereitschaftspolizei Sysselmesteren på Svalbard Gouverneur von Spitzbergen |                                  | Polizeijurist                    | Polizeipräsident Leitender Oberstaatsanwalt     |
| Visepolitimester |                                  | Polizeijurist                    | Polizeivizepräsident Oberstaatsanwalt           |
| Politiinspektør (driftsenhetsleder) |                                  | Polizeijurist oder Polizeibeamte | Direktor der Polizei                            |
| Politiadvokat 2 Assisterende sysselmann Vizegouverneur von Spitzbergen |                                  | Polizeijurist                    | Erster Staatsanwalt                             |
| Politiinspektør | Polizeijurist oder Polizeibeamte | Leitender Polizeidirektor        |                                                 |
| Politiadvokat |                                  | Polizeijurist                    | Staatsanwalt                                    |
| Politifullmektig |                                  | Polizeijurist                    | Staatsanwalt auf Probe                          |
| Politistasjonssjef Lensmann |                                  | Polizeibeamte                    | Polizeidirektor                                 |
| Politioverbetjent Sysselmesteroverbetjent |                                  | Polizeibeamte                    | Polizeioberrat                                  |
| Politiførstebetjent Sysselmesterførstebetjent |                                  | Polizeibeamte                    | Polizeirat                                      |
| Politibetjent 3 Sysselmesterbetjent |                                  | Polizeibeamte                    | Polizeihauptkommissar                           |
| Politibetjent 2 |                                  | Polizeibeamte                    | Polizeioberkommissar                            |
| Politibetjent 1 |                                  | Polizeibeamte                    | Polizeikommissar                                |
| Student ved Politihøgskolen, 3. år |                                  | Polizeianwärter                  | Studierende an der Fachhochschule, Jahr 3       |
| Student ved Politihøgskolen, 2. år |                                  | Polizeianwärter                  | Studierende an der Fachhochschule, Jahr 2       |
| Student ved Politihøgskolen, 2. år |                                  | Polizeianwärter                  | Studierende an der Fachhochschule, Jahr 1       |
| Politireserven |                                  |                                  | Freiwillige Polizei-Reserve                     |
| Sivile medlemmerav politikorps/-kor |                                  |                                  | Zivile Mitglieder von Polizeimusikkorps/-Chören |